# Янгікургансай
Янгікургансай — річка в Бостанлицькому районі Ташкентського вілоята, в околицях гори Великий Чимган. Утворюється злиттям саїв Мазарсай і Гулькамсай, впадає в Чарвацьке водосховище, протікає по території Угам-Чаткальского національного парку. Перед впаданням у Чарвацьке водосховище перетинає автодорогу 4Р12 Юсуфхона — Бурчмулла. На берегах річки розташовується селище Янгікурган.
До заповнення Чарвацьке водосховище була притокою Чаткалу, тепер у зимовий період також впадає в Чаткал.
Довжина річки — 12 км. Середня витрата води — 0,691 м³/с .
Висота витоку — 1166 м над рівнем моря. Висота гирла — 900 м над рівнем моря.

## Складові
Мазарсай і Гулькамсай стікають з північного схилу Чаткальского хребта, протікають переважно у вузьких долинах, місцями зі скелястими стінками. Навесні по руслах часті селеві явища, які іноді призводять до людських жертв.

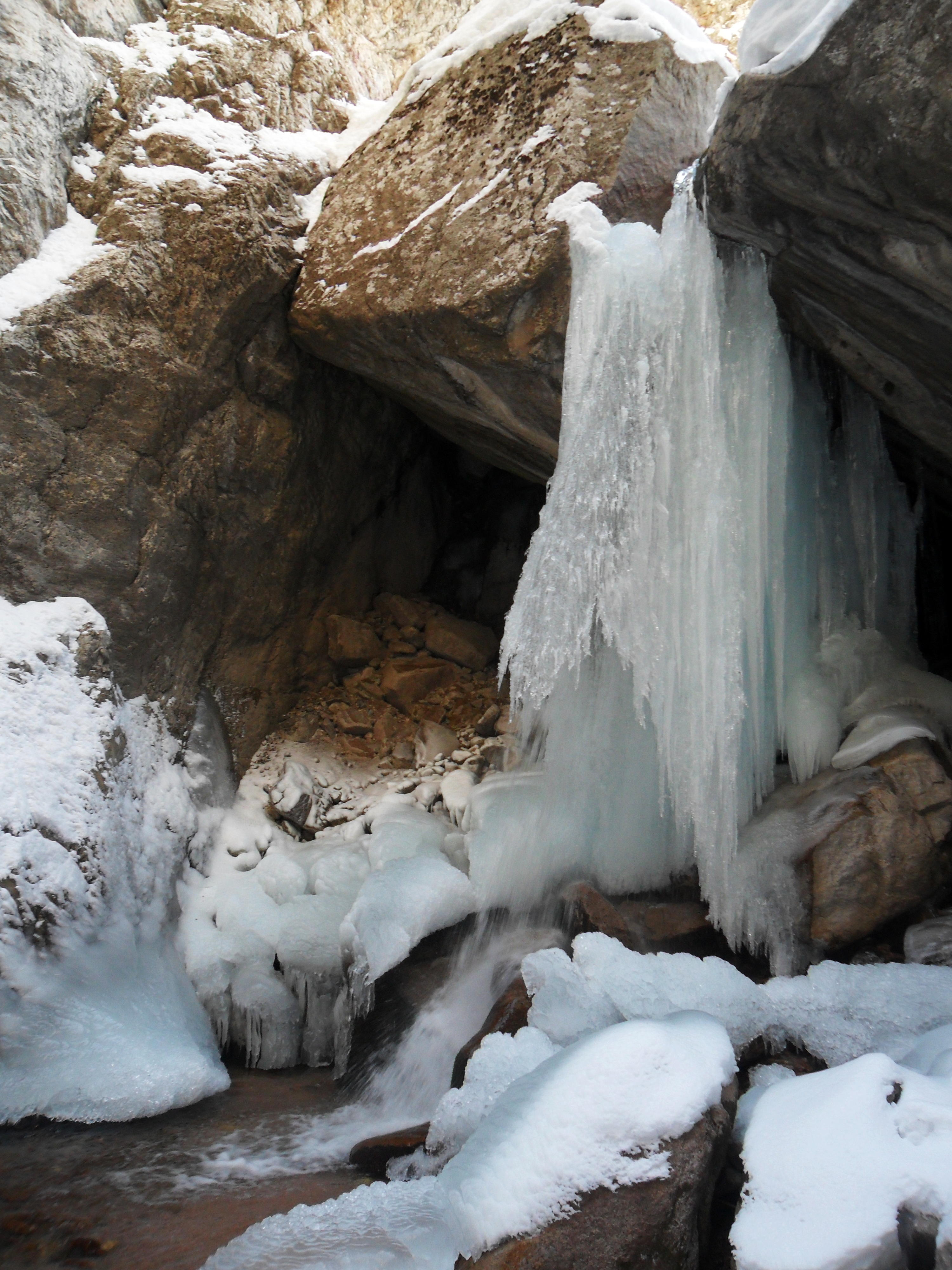
Водоспад на Гулькамсаї взимку

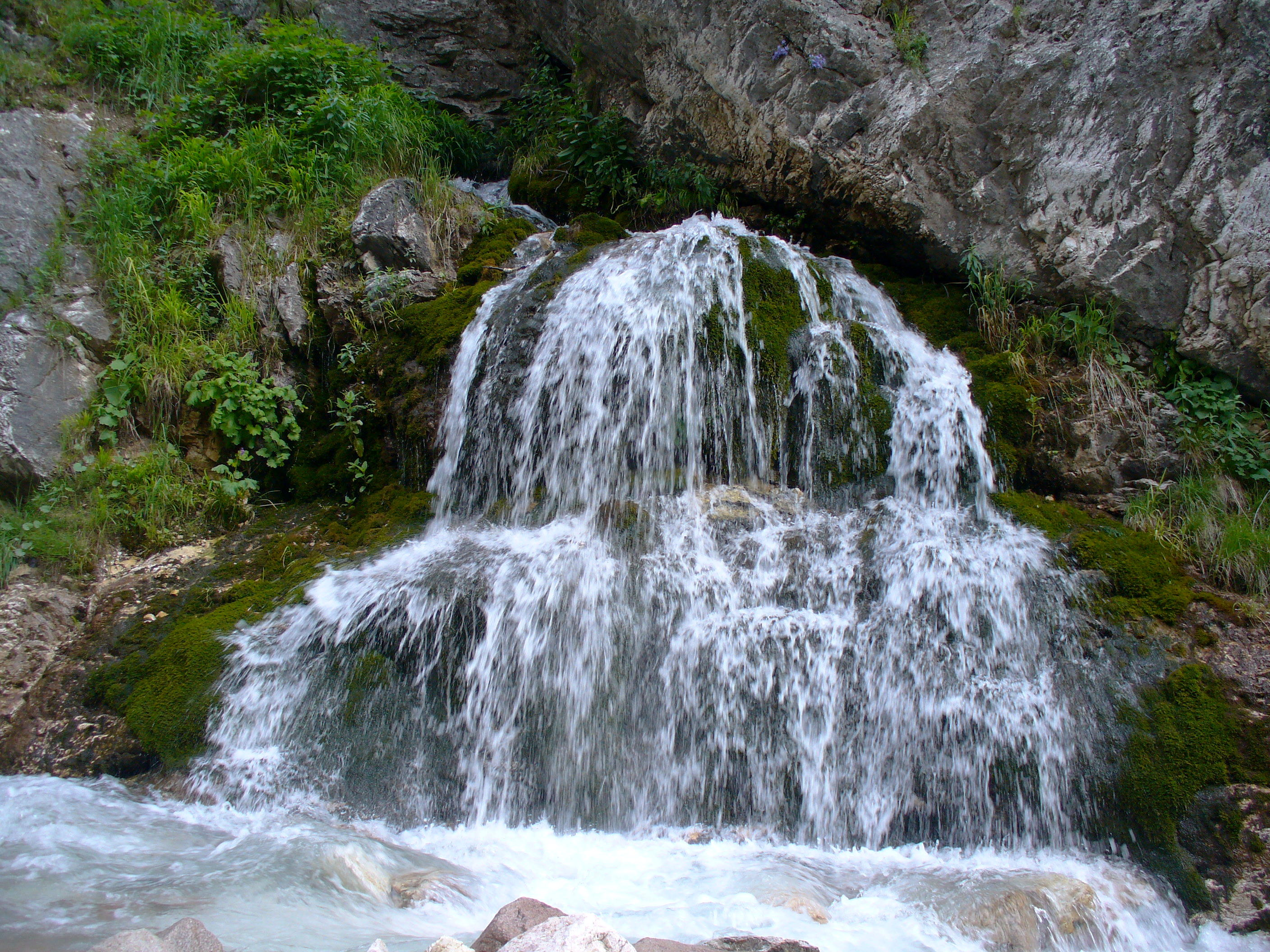
Водоспад на лівій притоці Гулькамсаю

### Гулькамсай
Гулькамсай (також можлива назва Гулікамсай, з узбецької «Сай, де мало квітів») — ліва складова Янгікургансаю. Витоки лежать під перевалом Гулікам (туристична назва перевалу Пісочний), на відрозі гори Малий Чимган. Тече в напрямку на схід, ущелиною, густо порослою березами і хвойними деревами. Після злиття з Кічкіна-коксаєм повертає на північ. Рельєф змінюється, Гулькамсай тече серед скель («Гулькамські тіснини»). Тіснини являють собою каскад з трьох водоспадів (найвищий — 6 метрів), стислих стрімкими скелями. Проходження тіснин вимагає страхування, або альпіністських навичок. Нижче від тіснин приймає праву притоку Куйлюксай, далі течія проходить по дну широкої долини.

### Мазарсай

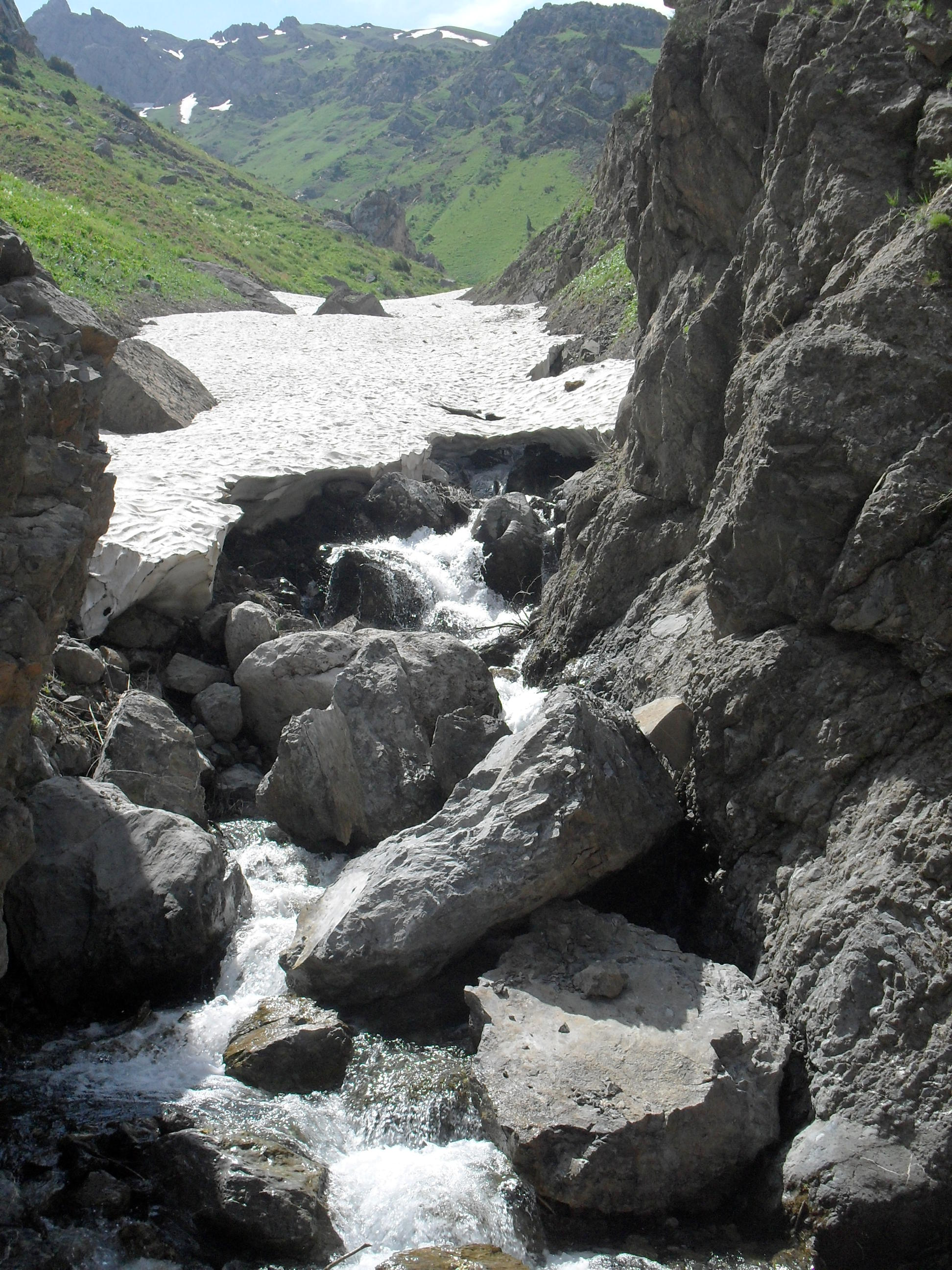
Долина річки Мазарсай

Стікає з-під перевалу Сипкий, з відрога гори Аукашка (Чаткальский хребет). Тече переважно в північно-східному напрямку. Приймає велику праву притоку Семісозсай, далі протікає по вузькій, скелястій долині. Поблизу злиття з Гулькамсаєм обладнано водозабір, який забезпечує водою селище Янгікурган і розташовані поруч зони відпочинку.
У верхів'ях Мазарсаю лежать перевали Сипкий, Туманний, Юний краєзнавець, які ведуть у долину приток Акбулаку і Караарчі. Проходження маршрутів через зазначені перевали вимагає доброї фізичної підготовки і може займати 2—5 днів. Назву «Мазарсай» (струмок-кладовище) місцеві жителі пов'язують з тим, що під час навали завойовників (завойовниками вказують Тамерлана і навіть Олександра Македонського) місцеве населення ховалося в ущелинах Мазарсая і було зраджене. Через складність рельєфу, місцеві жителі не змогли втекти від війська і були всі перебиті.

## Природа
Схили Янгікургансаю і його складових покриті арчею, аличею, яблунями, березами.
У верхів'ях Мазарсаю завдяки віддаленості від населених пунктів, зустрічаються великі ссавці — ведмеді і гірські козли.